# Nanohyla
Nanohyla – rodzaj płazów bezogonowych z podrodziny Microhylinae w obrębie rodziny wąskopyskowatych (Microhylidae). 

## Rozmieszczenie geograficzne
Rodzaj obejmuje gatunki występujące w górskich lasach Gór Annamskich w Wietnamie, wschodnim Laosie i północno-wschodniej Kambodży, w paśmie górskim Titiwangsa w najbardziej wysuniętej na południe części Tajlandii i w półwyspowej części Malezji, w górach Borneo (włącznie z malezyjskimi stanami Sabah i Sarawak, Brunei i indonezyjskim Kalimantan) oraz na Archipelagu Sulu na Filipinach.

## Systematyka
Rodzaj zdefiniował w 2021 roku rosyjsko-niemiecki zespół zoologów (Rosjanie Nikołaj Pojarkow i Władisław Gorin oraz Niemiec Mark D. Scherz) w artykule poświęconym konsekwencjom równoległej miniaturyzacji w obrębie podrodziny Microhylinae, wraz z opisem nowego rodzaju wąskopyskowatych z południowo-wschodniej Azji, opublikowanym w czasopiśmie Zoosystematics and Evolution. Gatunkiem typowym jest (oryginalne oznaczenie) N. annectens. Rodzaj wyodrębniony na podstawie morfologii osobników larwalnych i dorosłych, anatomii szkieletu, a także relacjom molekularnym. W 2024 roku międzynarodowy zespół herpetologów (Irlandczyk Stephen Mahony, Indyjczyk Rachunliu G. Kamei, Amerykanin Rafe Marion Brown oraz Malezyjczyk Kin Onn Chan) zakwestionował wyodrębnienie tego taksonu z Microhyla na podstawie cech morfologicznych, nie kwestionując jednocześnie jego monofiletyczności, i traktując Nanohyla jako monofiletyczny podrodzaj w obrębie Microhyla.

### Etymologia
Nanohyla: gr. ναννος nannos ‘karzeł’; rodzaj Hyla Laurenti, 1768.

### Podział systematyczny
Do rodzaju należą następujące gatunki:
- Nanohyla albopunctata Poyarkov, Gorin & Trofimets, 2023
- Nanohyla annamensis (Smith, 1923)
- Nanohyla annectens (Boulenger, 1900)
- Nanohyla arboricola (Poyarkov, Vassilieva, Orlov, Galoyan, Tran, Le, Kretova & Geissler, 2014)
- Nanohyla hongiaoensis (Hoang, Luong, Nguyen, Orlov, Chen, Wang & Jiang, 2020)
- Nanohyla marmorata (Bain & Nguyen, 2004)
- Nanohyla nanapollexa (Bain & Nguyen, 2004)
- Nanohyla perparva (Inger & Frogner, 1979)
- Nanohyla petrigena (Inger & Frogner, 1979)
- Nanohyla pulchella (Poyarkov, Vassilieva, Orlov, Galoyan, Tran, Le, Kretova & Geissler, 2014)